# Темплин (аэродром)
Аэродром Темплин (Гросс-Долльн) (нем. Templin/Groß Dölln) — недействующий военный аэродром, расположенный в 10 км южнее одноимённого города Темплин земли Бранденбург, Германия.

## История
Аэродром Темплин в современном виде был построен в период с осени 1953 года по 1954 год. Работы выполнялись немецкими рабочими. Первыми на аэродроме после реконструкции были размещены бомбардировщики Ил-28, которые базировались с апреля по сентябрь 1955 года.
C октября 1956 года на аэродроме базировался 787-й истребительный авиационный полк на самолётах МиГ-17 (1954—1961), Як-25М (1957—1961, одна эскадрилья), МиГ-19 (октябрь 1956—1960, одна эскадрилья), МиГ-21 (1961—1976) до 6 октября 1970 года. Полк перебазировался на аэродром Финов.
Заменил 787-й истребительный авиационный полк, прибывший 14 октября 1970 года с аэродрома Пархим, 20-й гвардейский авиационный Краснознаменный полк истребителей бомбардировщиков на самолётах Су-7Б (1963—1978), Су-17М2 (02.1974 — 1981), Су-17М3 (05.1981 — 1991), Су-17М4 (04.1987 — 05.1994). В мае 1994 года полк выведен на аэродром Таганрог.

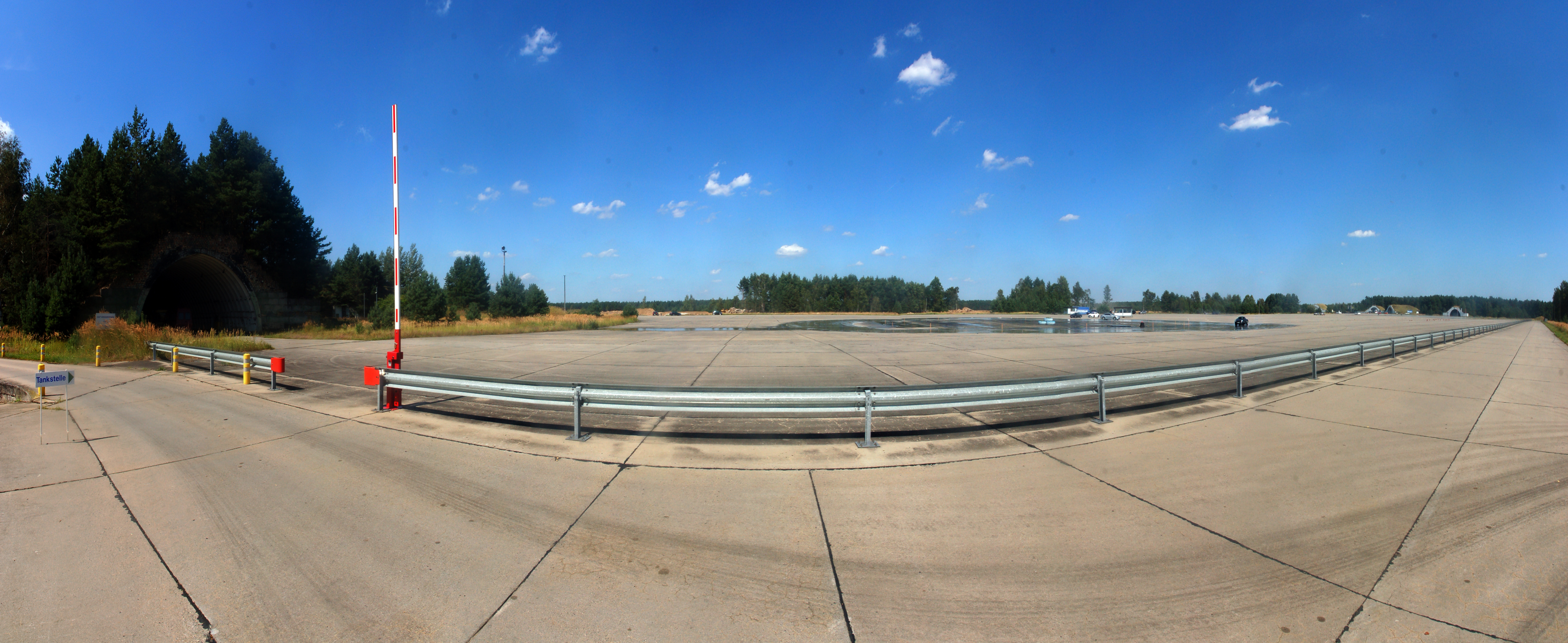
Фотография аэродрома. 16.08.2009

## Современное состояние
На части территории бывшего аэродрома размером в 214 гектаров в апреле 2013 года выстроена солнечная энергетическая установка по производству электрической энергии мощностью 128 МВт. Установка является одной из крупнейших в Германии.